# Henry Vaughan (Architekt)

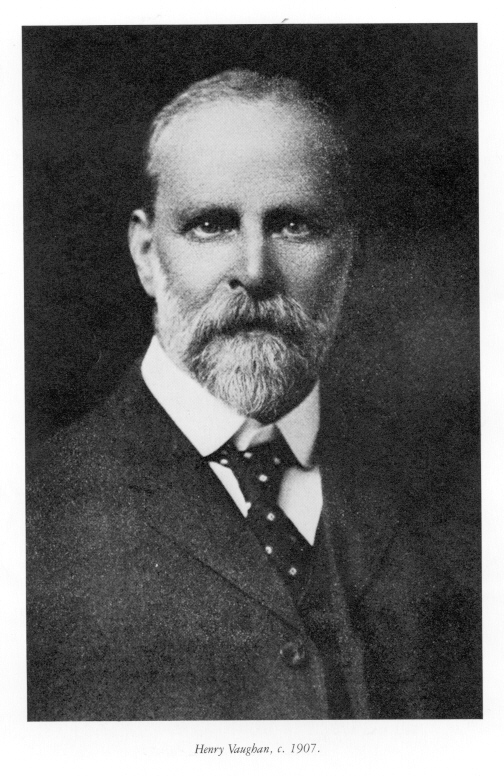
Henry Vaughan um 1907

Henry Vaughan (* 1845 oder 1846 in Cheshire; † 30. Juni 1917 in Boston) war ein Architekt.
Henry Vaughan wurde in England geboren und wuchs in Schottland auf. Er arbeitete zeitweise mit George Frederick Bodley zusammen und wanderte 1881 nach Boston aus. Er kam auf einem der Schiffe von William T. Glidden nach Amerika und lebte zunächst bei der Familie dieses Schiffseigners und Eisenbahnkönigs. Für diese Familie entwarf er das Wohnhaus Gladisfen.
Glidden stiftete zwei Jahre nach Vaughans Ankunft in den USA der Gemeinde Newcastle die St. Andrew’s Church, die Vaughan geplant hatte. Die Kirche ist deutlich beeinflusst von St. Peter’s in Melverley, Shropshire, die aus dem Jahr 1406 stammt.
Vaughan machte sich vor allem durch seine Sakral- und Schulbauten im neogotischen Stil an der Ostküste einen Namen. Er entwarf mehrere Gebäude für das Bowdoin College und wurde mit der Planung der National Cathedral in Washington, D.C. beauftragt, starb aber an Lungenkrebs, bevor er dieses Werk vollenden konnte. Vaughan wurde in der National Cathedral bestattet.
Einer seiner Hauptauftraggeber war Edward Francis Searles. Er ließ etwa die All Saints Episcopal Church (heute St. Andrew’s) in Methuen (Massachusetts) durch Vaughan planen. Der Grundstein wurde 1904 gelegt. 1904 ließ Searle Vaughan in Methuen die Searles High School bauen. 1905 baute Vaughan in Searles Auftrag die Central School in Methuen, 1908 den Bahnhof. 1909 wurde die Serlo Organ Hall eingeweiht.
Ein privates Anwesen Edward Francis Searles', das Vaughan plante, ist unter dem Namen Stanton Harcourt oder auch einfach Searles Castle bekannt.